# 서일권
서일권(1961년 10월 8일 ~)은 OB 베어스에서 뛴 재미교포 야구 선수다. 미국 메릴랜드 대학교를 졸업했다. 동생은 LG 트윈스에서 뛰었던 서왕권이다.

## 같이 보기
- 1991년 OB 베어스 시즌